# Leif Larsen
Leif Larsen (nascido em 30 de setembro de 1942) é um ex-ciclista dinamarquês que representou o seu país nos Jogos Olímpicos de Verão de 1960.